# Гринч — похититель Рождества
«Гринч — похититель Рождества» (англ. How the Grinch Stole Christmas, досл.: «Как Гринч украл Рождество») — американский рождественский комедийный фильм в жанре фэнтези 2000 года с Джимом Керри в главной роли, выпущенный компанией Universal Pictures.
Фильм был снят Роном Ховардом по книге «Как Гринч украл Рождество», написанной в 1957 году Доктором Сьюзом. Картина получила неоднозначные отзывы, однако в Соединенных Штатах по кассовым сборам лидировала в течение четырёх недель и, заняв второе место по этому показателю среди праздничных фильмов, уступила только рождественской комедии Криса Коламбуса «Один дома».

## Сюжет
Жители сказочного городка Ктограда очень любят праздновать Рождество. Но есть тот, кто ненавидит этот праздник — покрытый зелёной шерстью неопрятный отшельник Гринч, живущий на высокой горе среди мусора в полном одиночестве, не считая доброго пса по кличке Макс. Гринч не питает любви к жителям Ктограда, а они в ответ окружили его существование небылицами. Только маленькая жительница города Синди Лу, дочь почтового работника Ктограда, интересуется прошлым и судьбой Гринча, убеждённая, что он имеет равное с жителями право наслаждаться праздником.
Расследование, проведённое Синди среди тех, кто когда-либо знал Гринча, раскрывает причину ненависти последнего к кторам. С раннего детства сверстники во главе с будущим мэром городка насмехались над внешностью Гринча — подкидыша, влюблённого в самую красивую девочку Марту Мэй, и тот сбежал, затаив обиду на кторов и возненавидев Рождество. Несмотря на взаимную неприязнь мэра и Гринча, Синди все же убеждает последнего прибыть в город на Рождественский вечер. Но празднование оборачивается для Гринча очередной порцией насмешек, а предложение мэра руки и сердца Марте Мэй с приложением роскошной автомашины становится для отшельника последней каплей. Устроив в городе переполох, в ходе которого праздничная ёлка сгорела, Гринч вознамерился испортить праздник кторам окончательно, украв все рождественские подарки. В своём лежбище он шьёт костюм Санта-Клауса и собирает механические сани, чтобы «украсть Рождество», твёрдо убеждённый, что суть празднества заключается в обычае дарить подарки.
В течение ночи Гринч крадёт подарки из Ктограда, не забывая попутно злобно пошалить. Однако на утро, когда Гринч уже собирался избавиться от украденного, он слышит праздничный хор кторов, воодушевлённых Синди и её отцом. Отцу Синди удалось убедить кторов, что праздник не может быть испорчен отсутствием подарков, ведь суть праздника в совершенно другом. Тронутый до глубины души таким великодушием, Гринч с помощью Синди успешно возвращает все подарки, заслуживает прощение кторов и любовь Марты, в то время как мэр, всю жизнь ненавидевший Гринча, остаётся с носом. В конце фильма бывший отшельник устраивает праздничный банкет в своём логове, куда приглашает всех жителей Ктограда.

## В ролях
| Актёр            | Роль                |
| ---------------- | ------------------- |
| Энтони Хопкинс   | рассказчик          |
| Джим Керри       | Гринч               |
| Тейлор Момсен    | Синди Лу Кто        |
| Джеффри Тэмбор   | мэр Августус Мэйкто |
| Кристин Барански | Марта Мэй Ктовье    |
| Билл Ирвин       | отец Синди          |
| Молли Шеннон     | мать Синди          |
| Клинт Ховард     | Ктобрис             |
| Джош Райан Эванс | Гринч (8 лет)       |
| Минди Стерлинг   | Кларнелла           |

## История создания
До своей смерти в 1991 году Доктор Сьюз отказался от предложений продать права на свои книги для экранизаций. Тем не менее, его вдова, Одри Гейзель, согласилась на несколько сделок по продаже товаров, включая линии одежды, аксессуары и компакт-диски.
В июле 1998 года агенты Гейзель объявили в письме, что она выставит на аукцион права на фильм «Гринч — похититель Рождества». Чтобы представить свои идеи Гейзель, претенденты должны были согласиться заплатить 5 миллионов долларов, 4 % кассовых сборов, 50 % доходов от мерчандайзинга и материалов, связанных с музыкой и 70 % дохода от книжных связующих. В письме также указывалось, что «любой актёр, представленный для роли Гринча, должен быть сопоставимым по величине с Джеком Николсоном, Джимом Керри, Робином Уильямсом и Дастином Хоффманом». Кроме того, было указано, что в качестве директора или писателя не будет рассматриваться никто, кто не заработал по крайней мере 1 миллион долларов на предыдущей своей картине.
20th Century Fox решила поставить свою версию фильма с режиссёром Томом Шедьяком и продюсерами Дейвом Филлипсом и Джоном Дэвисом, в котором Джек Николсон сыграл бы Гринча. Кроме того, Братья Фаррелли и Джон Хьюз разбили свои отдельные версии.
Universal Pictures провела презентацию своего выступления с Брайан Грейзер и Гэри Росс, но Гейсель отказался от такого предложения. Затем Грейзер заручился своим продюсерским партнером Роном Ховардом. В то время Ховард разрабатывал экранизацию фильма «Морской волк», и он не проявлял интереса к «Гринчу», но Грацер говорил Ховарду о поездке в резиденцию Гейзеля на встречу с пищей.
Изучая книгу, Ховард заинтересовался персонажем Синди Лу и поставил фильм, в котором она сыграла бы большую роль, а также материалистическое представление ктошек и расширенную предысторию Гринча.
16 сентября 1998 года было объявлено, что Ховард будет руководить и продюсировать адаптацию «Гринч — похититель Рождества» совместно с Джимом Керри в главной роли.
Сообщалось также, что Universal Pictures, которая получила права на распространение, заплатила 9 миллионов долларов за права на фильм для адаптации «Гринча» и «О, места, в которые вы пойдете».
Джеффри Прайс и Питер Симэн написали окончательный сценарий после восьми черновиков, но Гейсель также имел права на сценарий. Она возражала против нескольких шуток и сексуальных инсинуаций в сценарии, в том числе об одной семье, у которой не было рождественской ёлки, или в шутку называют «Который» и размещение чучела трофея в виде Кота в шляпе на стене Гринча.
Алег Берг, Дэвид Мандель и Джефф Шаффер переписали сценарий.
Определённую сложность у режиссёров вызвал поиск актрисы на исполнение роли главной героини фильма Синди Лу, поскольку ей предстояло очаровать зрителей, при том что возраст актрисы не должен был превышать 6 лет. После прослушивания более двухсот кандидатов выбор пал на 5-летнюю Тейлор Момсен, у которой за спиной к тому моменту была лишь съёмка в рекламе.
Фильм был снят в период с сентября 1999 по январь 2000 года. Большая часть сказочного города была построена на открытых площадях Universal Studios в три тысячи квадратных метров, для чего были построены самые крупные декорации в истории студии.
Костюм Гринча был покрыт волосами яков, которые были окрашены в зелёный цвет и сшиты на спандексе.
Джим Керри жаловался на невыносимые муки, которые он испытывал во время подготовки к съёмкам, занимавшую по восемь с половиной часов ежедневно.
В первый же день Керри заявил режиссёру, что не сможет сниматься в фильме. Для того чтобы научиться терпеть мучения, сохраняя спокойствие, актёр прошёл подготовку с приглашённым специалистом, обучающим оперативников ЦРУ переносить пытки. По словам Керри, именно этот эксперт и музыка Bee Gees помогли ему справиться с этим «кошмарным испытанием».

## Релиз
Мировая премьера фильма состоялась 8 ноября 2000 года. В прокате фильм «Гринч — похититель Рождества» собрал 345,1 млн долларов США по всему миру (из них — 260,0 млн долларов на внутреннем рынке США и 85,1 млн долларов в других странах), заняв шестую строчку в списке самых кассовых фильмов 2000 года.
Релиз на DVD начался с 18 декабря компанией Lizard Cinema Trade.

## Награды и номинации
2001
- Оскар
  - Номинации
    - Лучшая работа художника-постановщика — Майкл Коренблит
    - Лучший дизайн костюмов — Рита Райек

  - Награды
    - Лучший грим
- Золотой глобус
  - Номинации
    - Лучшая мужская роль (комедия или мюзикл) — Джим Керри
- MTV (США)
  - Награды
    - Лучший злодей — Джим Керри
- Золотая малина
  - Номинации
    - Худший сценарий — Рон Ховард
    - Худший ремейк или сиквел

## Отзывы
Фильм вызвал смешанные отзывы и в целом получил средние оценки критиков.
В своём обзоре кинокритик Роджер Эберт поставил фильму две звезды из четырёх, заметив, что фильм недостаточно сбалансирован. По мнению Эберта, в нём следовало выразить больше симпатии к образу Гринча.

## Возможное продолжение
В декабре 2024 года Керри заявил, что он открыт для повторения своей роли Гринча в новом фильме при условии, что он сможет изобразить персонажа с помощью технологии захвата движения, сославшись на свой «чрезвычайно мучительный» опыт работы с гримом в оригинальном фильме.